# Louis-Charles-Auguste Couder
Louis-Charles-Auguste Couder (Londra, 1º aprile 1789 – Parigi, 21 luglio 1873) è stato un pittore francese.

## Biografia
Allievo di Jean-Baptiste Regnault e di Jacques Louis David, divenne membro dell'Accademia delle Belle Arti di Parigi nel 1839 e fu insignito della Legion d'onore nel 1841.
È sepolto nel cimitero parigino di Père-Lachaise.

## Selezione di opere di Auguste Couder

Opere di Auguste Couder
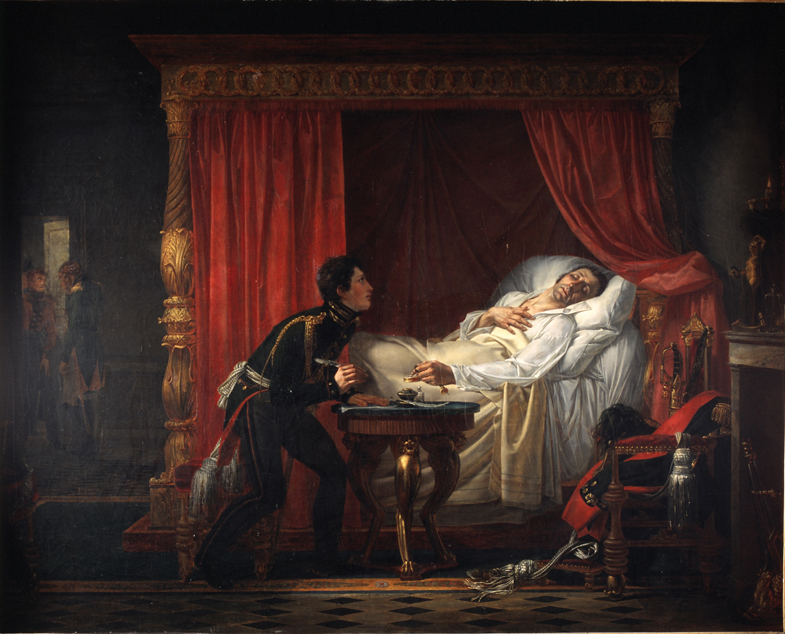
La Morte del generale Moreau (1814), Museo delle Belle Arti di Brest.
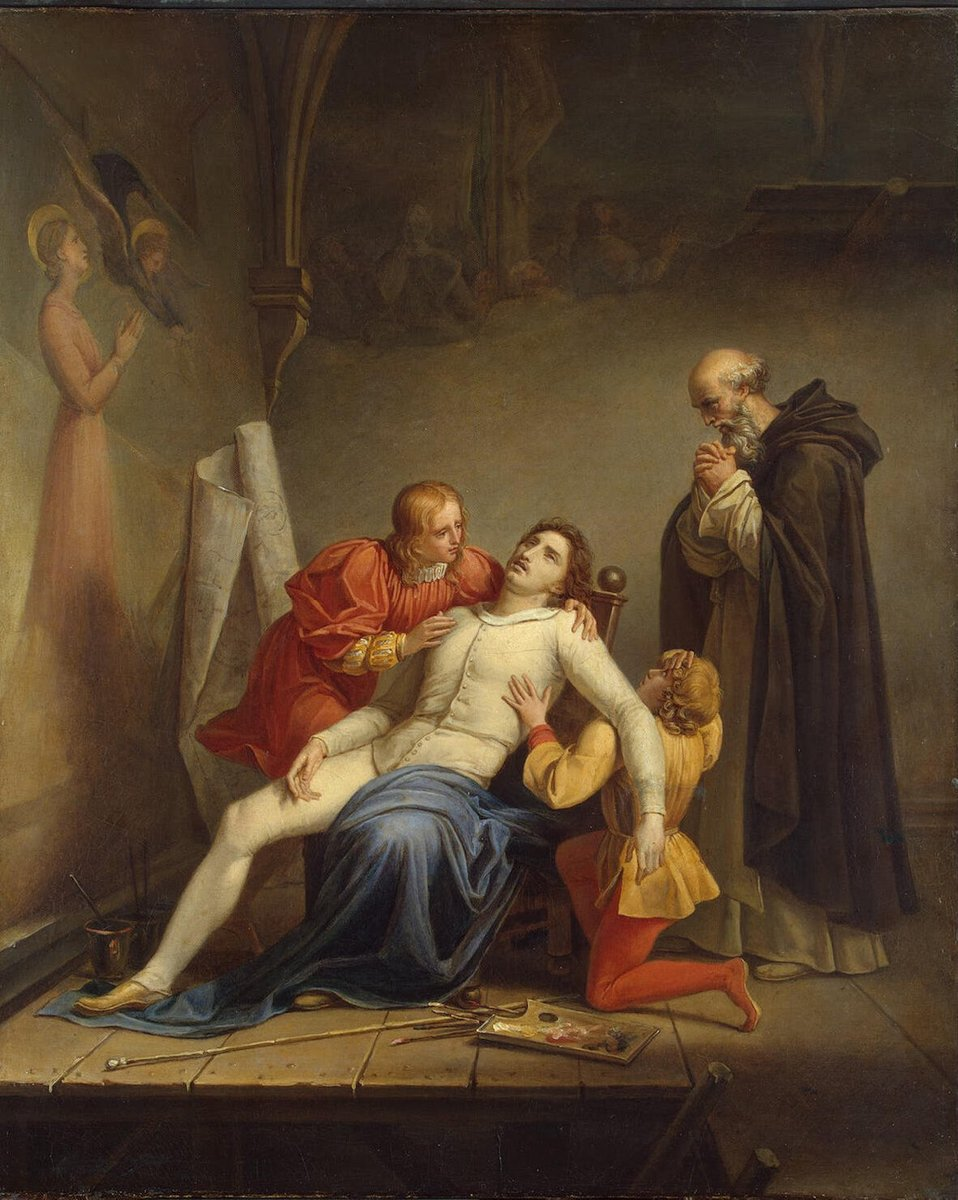
La Morte di Masaccio (1817), San Pietroburgo, Museo dell'Ermitage.
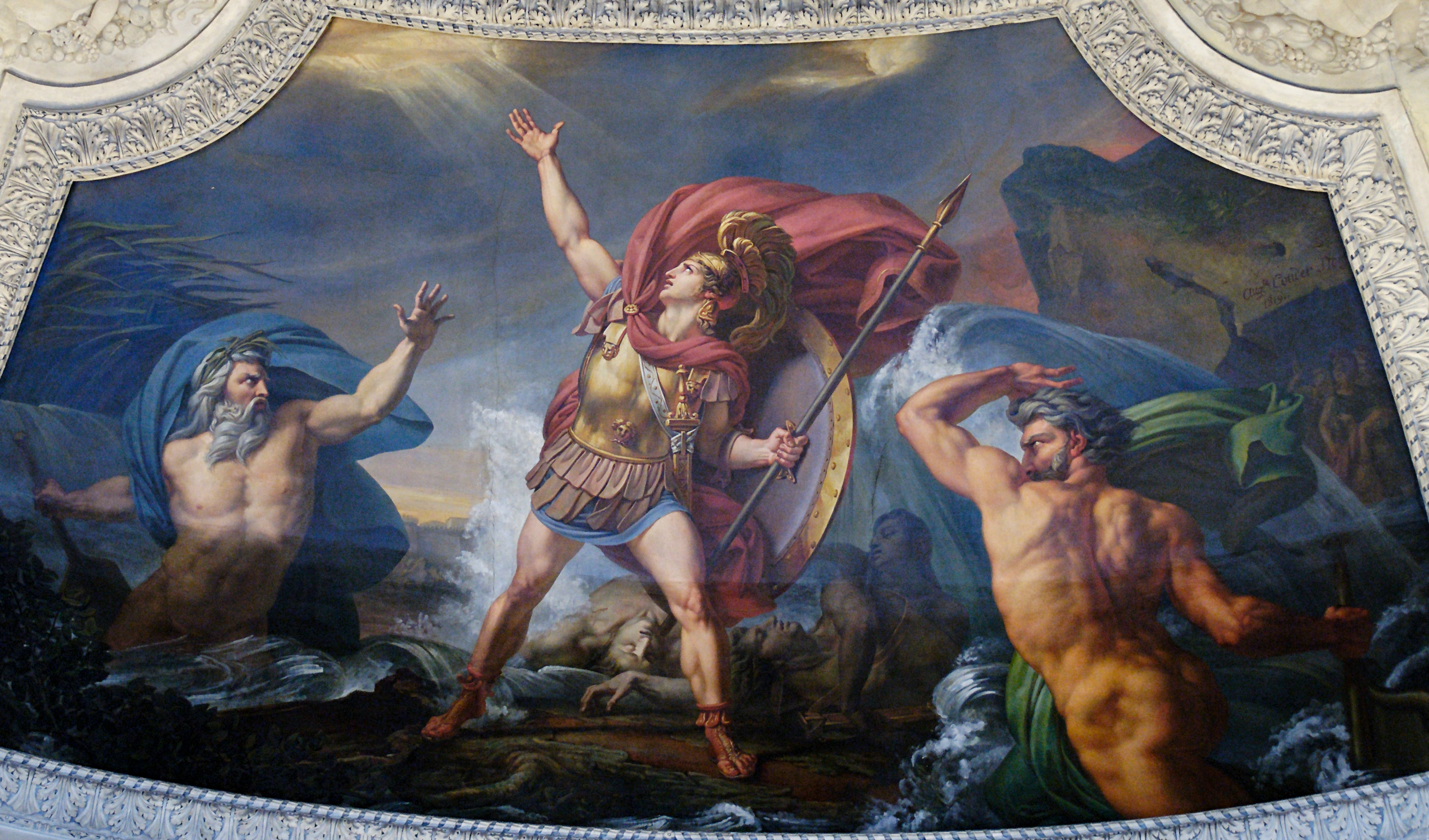
L'Acqua, o Combattimento di Achille contro Scamandro e Simoenta (1819), Parigi, Museo del Louvre
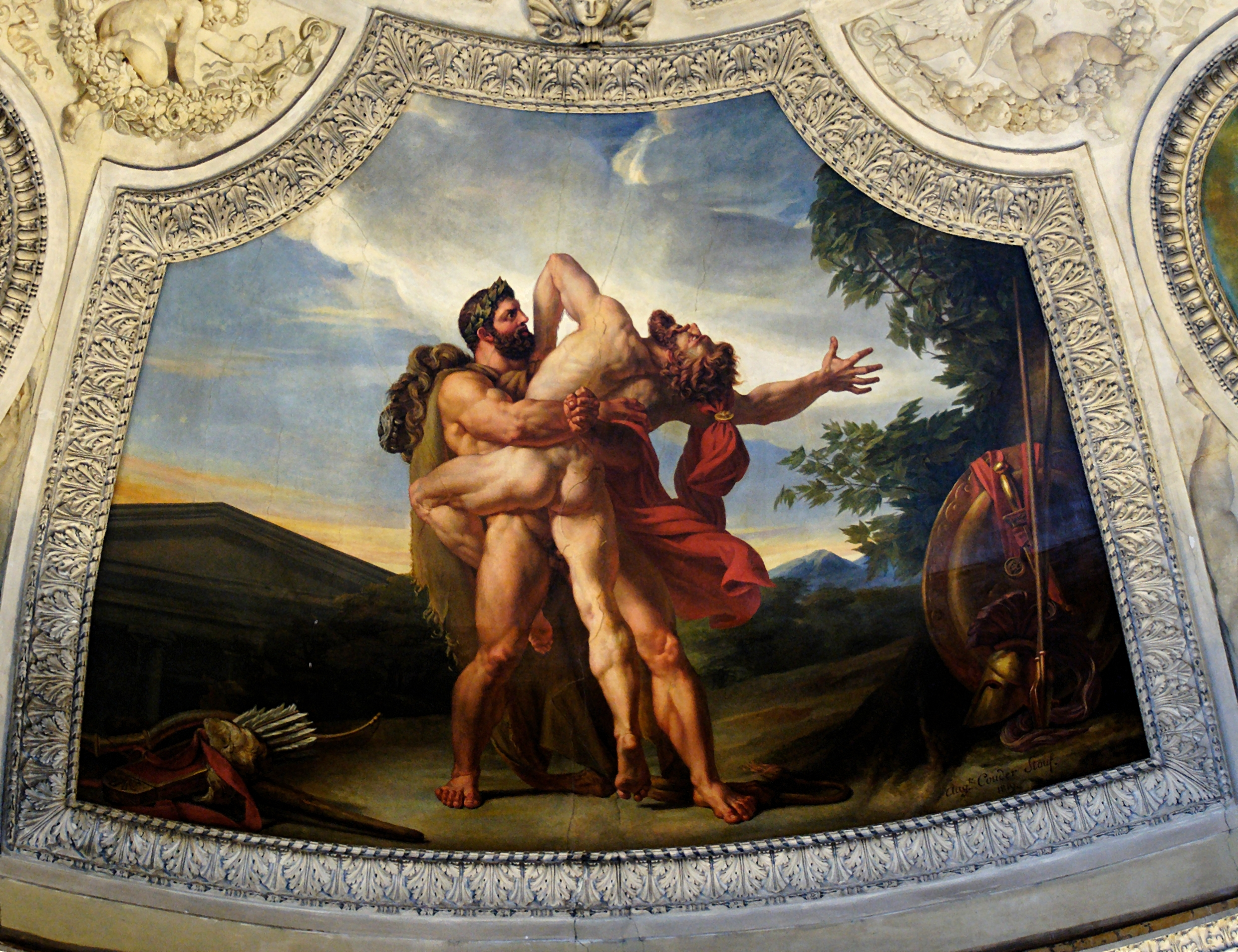
La Terra, o Il Combattimento di Ercole e Anteo (1819), Parigi, Museo del Louvre.
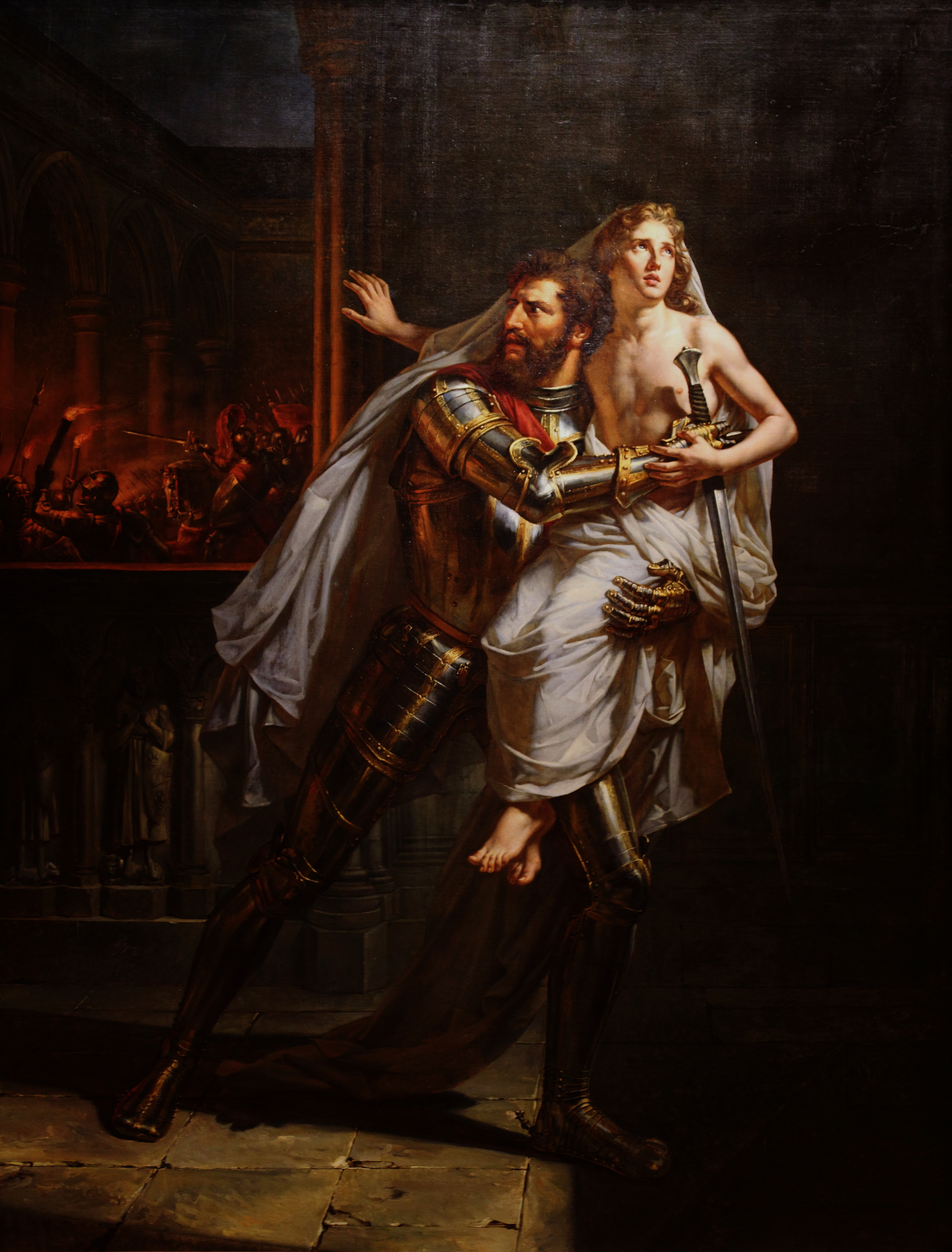
Tanneguy du Châtel  che salva il Delfino (1827), Museo delle Belle Arti di Rennes.
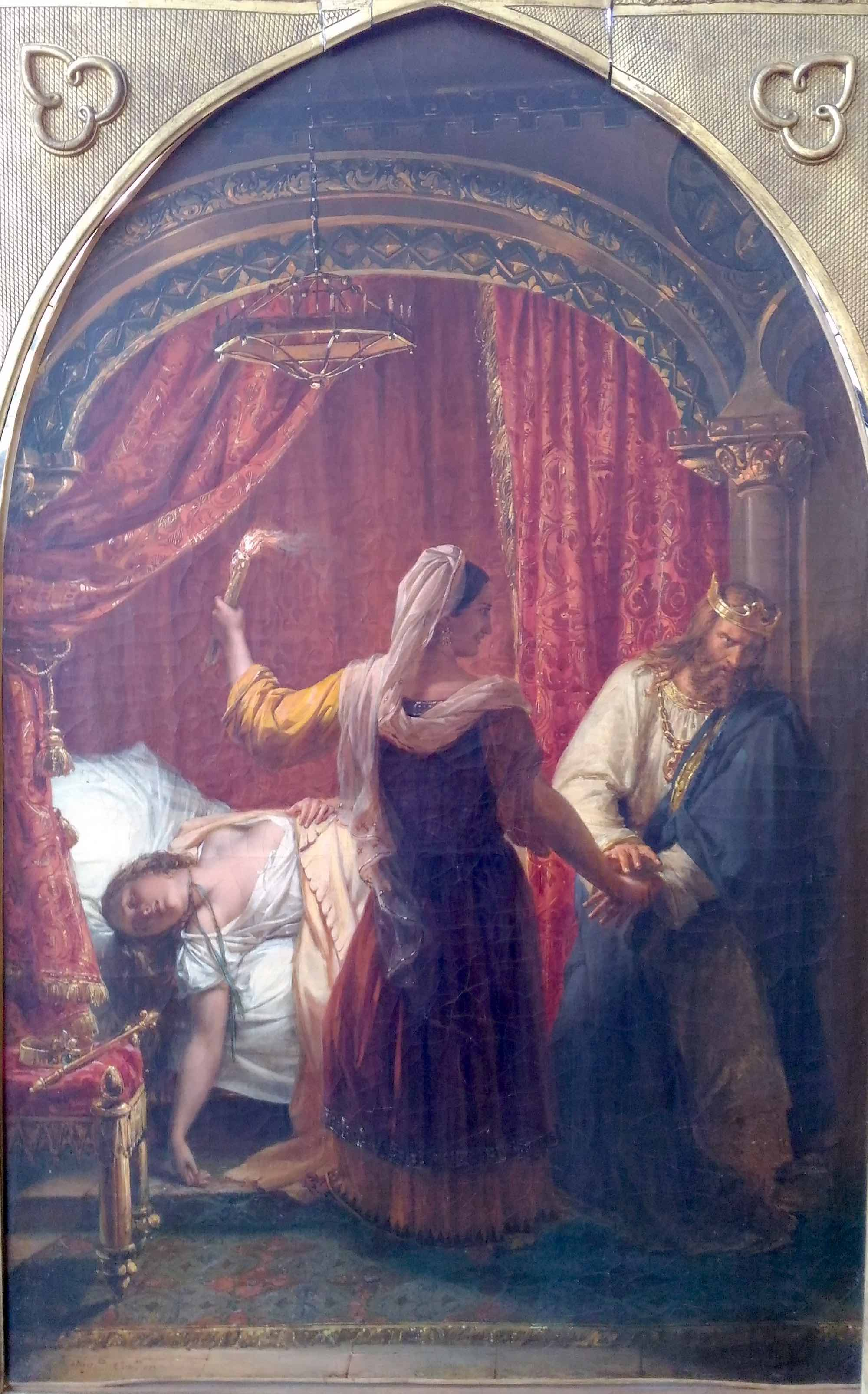
Fredegonda e Chilperico (verso il  1826), Museo delle Belle Arti di Orléans
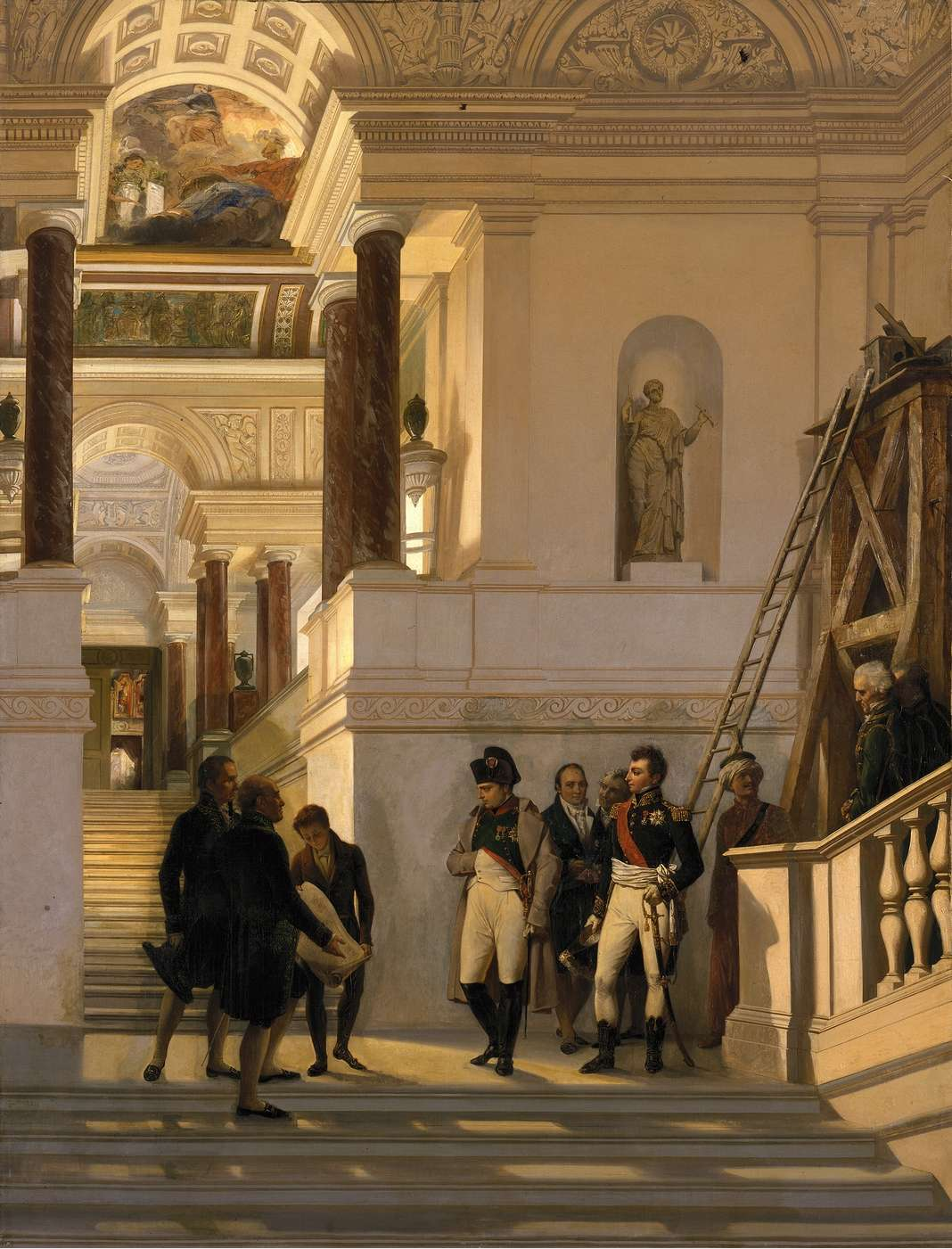
Napoleone I visita la scala del Louvre guidato dagli architetti Percier e Fontaine (1833), Parigi, Museo del Louvre.
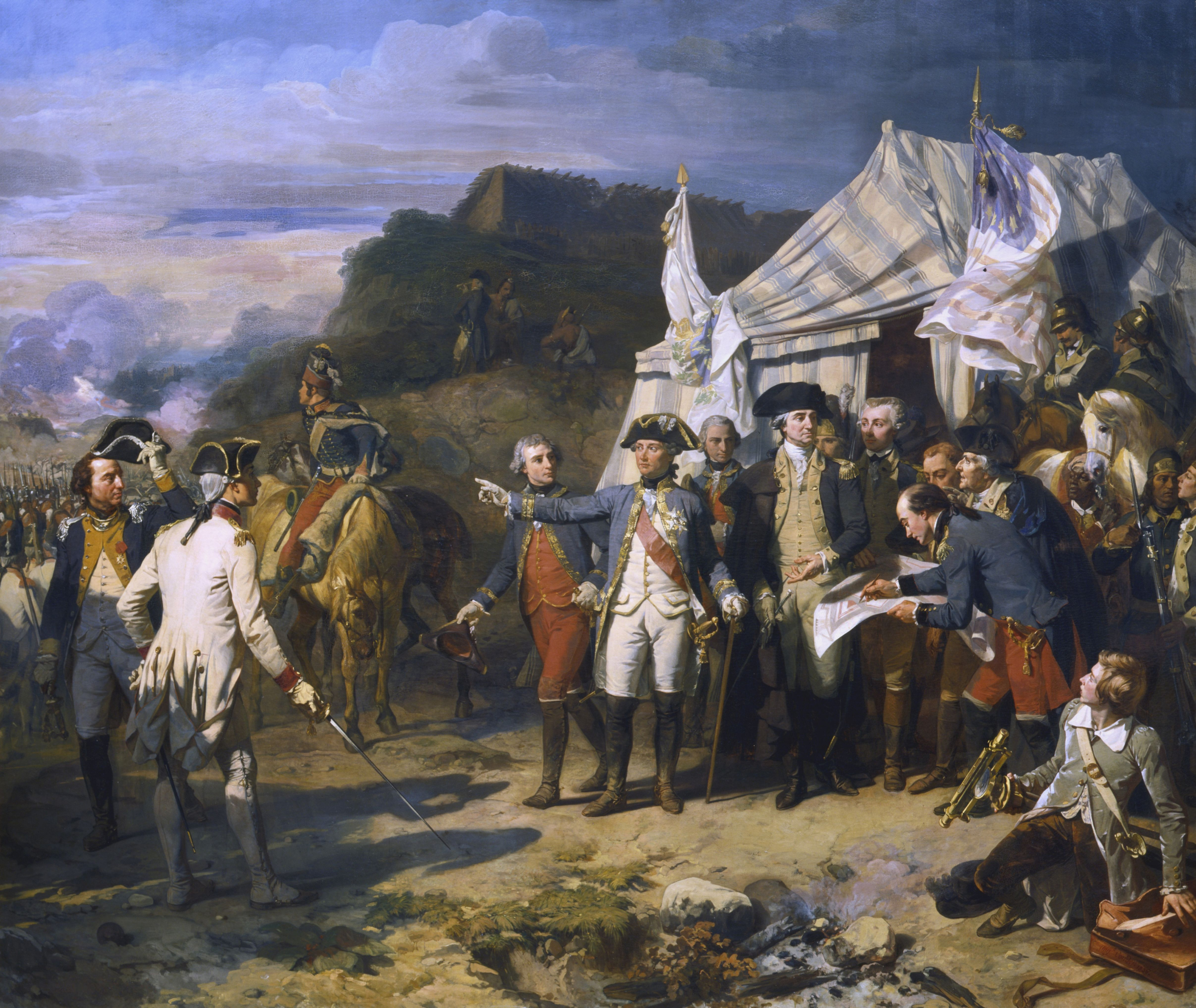
La Battaglia di Yorktown (1836), Versailles, Museo di storia della Francia.
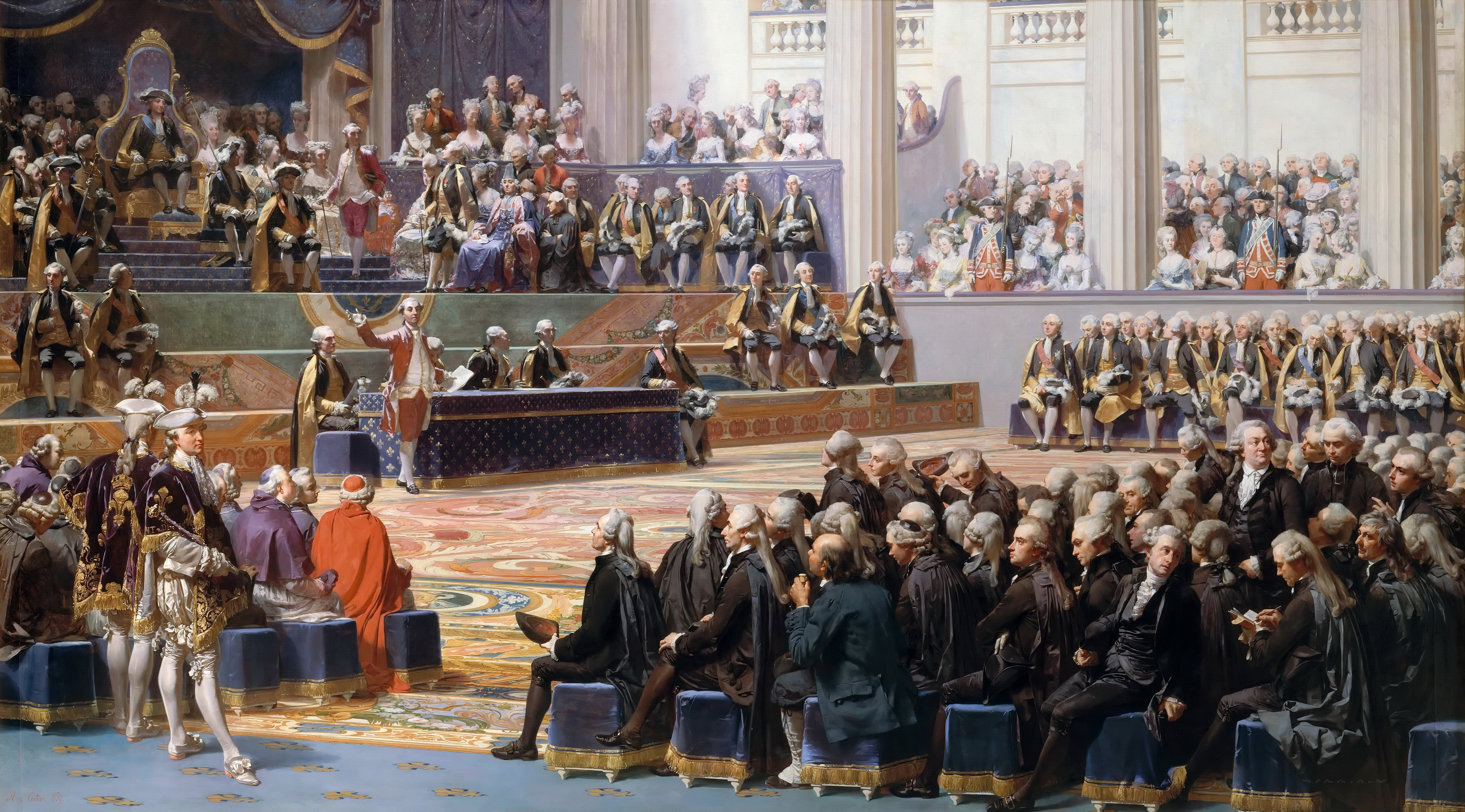
Apertura degli Stati generali a Versailles, 5 maggio 1789 (1839), Versailles, Museo di storia della Francia.
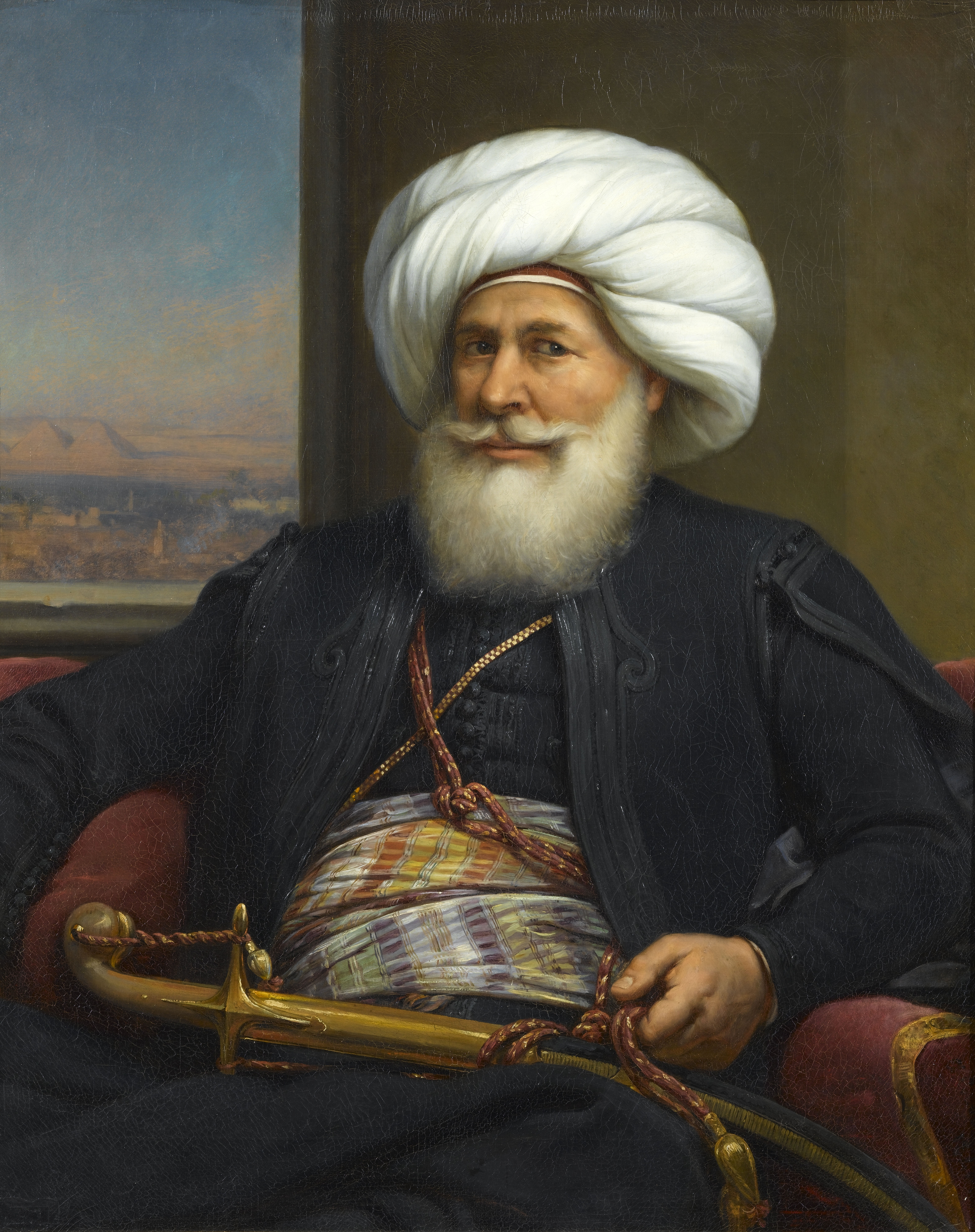
Méhémet-'Ali, Viceré d'Egitto (1841), Versailles, Museo di storia della Francia.
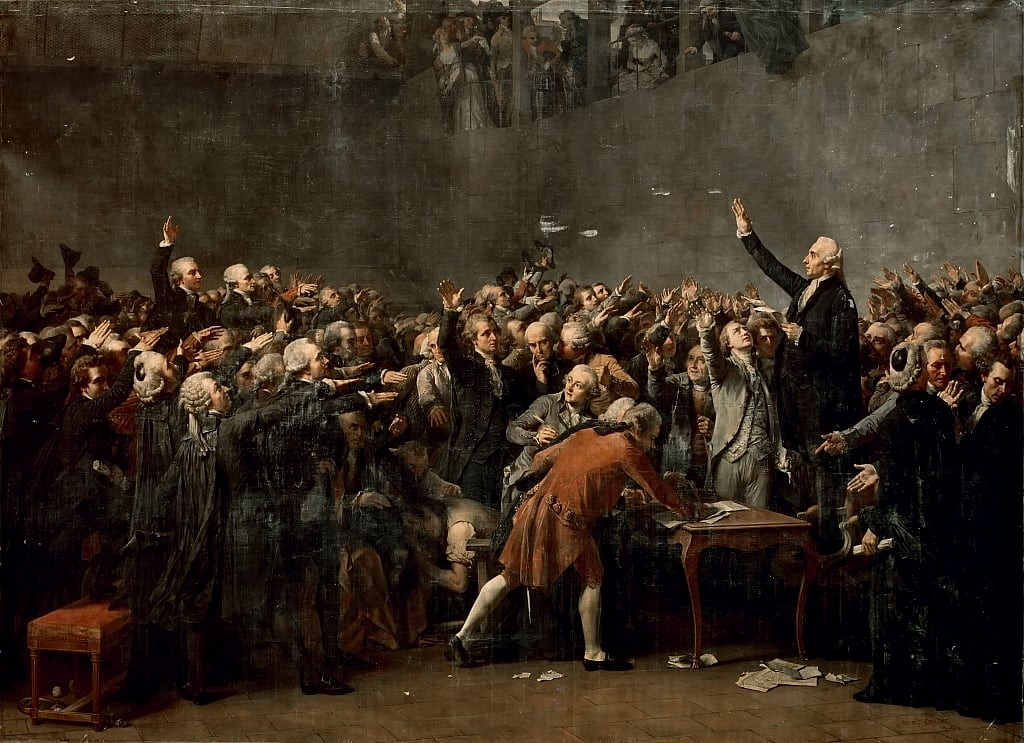
Il Giuramento della Sala della Pallacorda, 20 giugno 1789 (1848), Vizille, Museo della Rivoluzione francese.
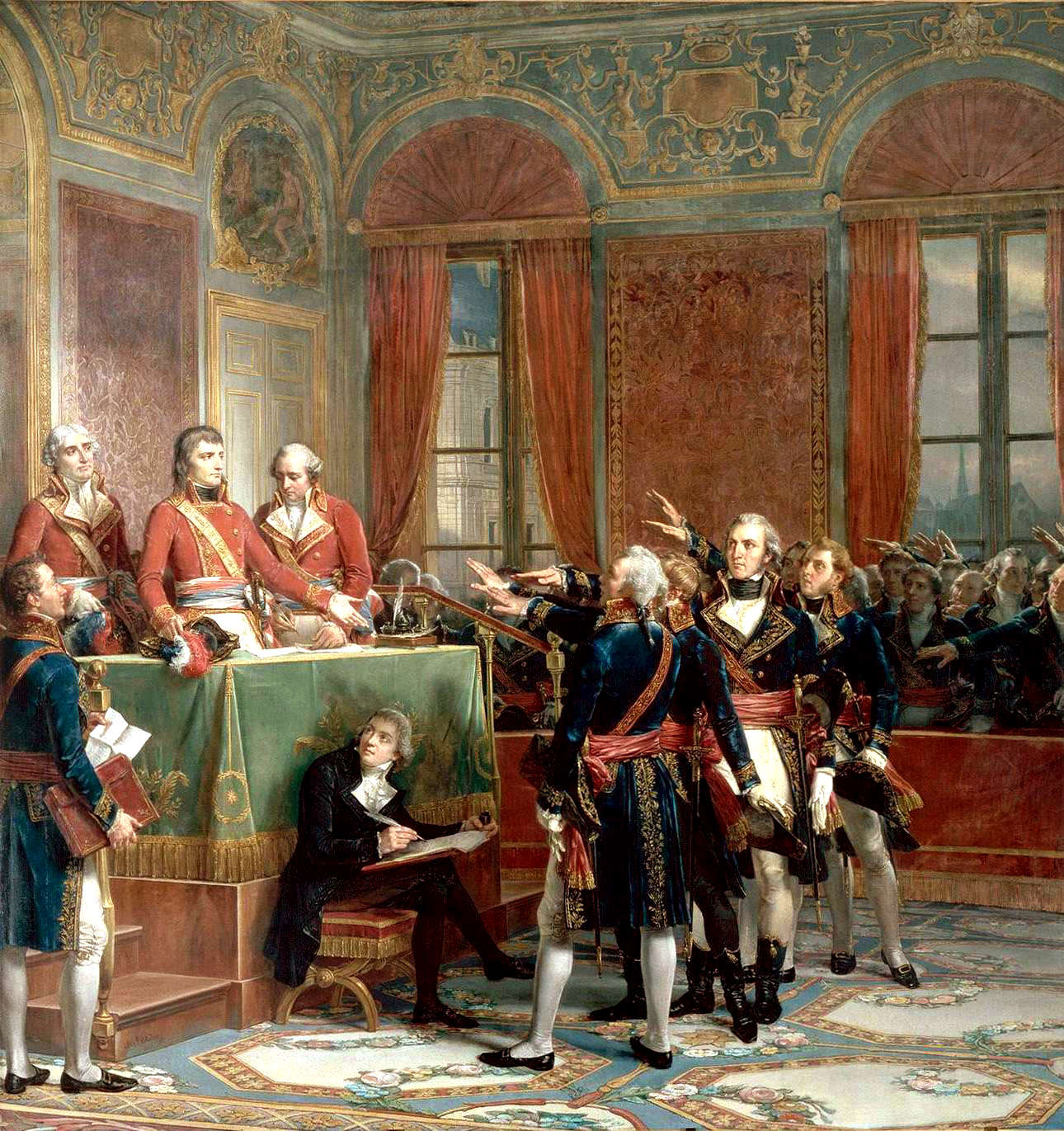
Installazione del Consiglio di Stato nel palazzo del Petit-Luxembourg, 25 dicembre 1799 (1856), Versailles, Museo di storia della Francia.